# أندريس بازوس
أندريس بازوس (بالإسبانية: Andrés Pazos Pérez)‏ (1945 - 2010)، هو ممثل أوروغواي من أصل إسباني.
هو من مواليد مدينة سانتياغو دي كومبوستيلا الإسبانية في 16 يوليو 1945، هاجر بازوس عندما كان طفلاً مع والديه إلى الأوروغواي، عمل هناك كمصفف شعر، لكنه صعد خشبة المسرح في وقت فراغه وانتهى به الأمر كممثل أفلام. توفي يوم 14 يناير 2010 بسبب مرض السرطان.

## من أعماله
- Matrioshka (Germán Tejeira, 2008)
- ¿Quién dice que es fácil? (Juan Taratuto, 2007)
- La perrera (Manolo Nieto , 2006)
- Whisky (Pablo Stoll y Juan Pablo Rebella, 2004)
- Televapor (Paco Carballés y Ricardo Llovo , 1997)
- El rey del río (Manuel Gutiérrez Aragón , 1995)

## روابط خارجية
- أندريس بازوس على موقع IMDb (الإنجليزية)
- أندريس بازوس على موقع قاعدة بيانات الفيلم (الإنجليزية)